# Robert Martin (Tontechniker)
Robert „Bob“ Martin (* 31. März 1916 in Pennsylvania; † 16. Januar 1992 in San Luis Obispo, Kalifornien) war ein US-amerikanischer Tontechniker.

## Leben
Martin begann seine Karriere Anfang der 1960er Jahre. Sein Debüt hatte er als Tonassistent bei Billy Wilders Komödie Das Appartement. Er arbeitete in der Folge an vier weiteren Filmen mit Wilder, Das Mädchen Irma la Douce, Küss mich, Dummkopf, Der Glückspilz sowie einige Jahre später Extrablatt
1970 war er für Gaily, Gaily gemeinsam mit Clem Portman für den Oscar in der Kategorie Bester Ton nominiert. Im selben Jahr arbeitete er erstmals auch für das Fernsehen, wo er unter anderem an Ein Sheriff in New York und Die Leute von der Shiloh Ranch mitwirkte. Nach 24 Spielfilmen zog sich Martin 1976 aus dem Filmgeschäft zurück, seine letzte Arbeit tätigte er beim Kriegsfilm Schlacht um Midway. Er starb 1992 im Alter von 75 Jahren in San Luis Obispo.

## Filmografie (Auswahl)
- 1960: Das Appartement (The Apartment)
- 1963: Das Mädchen Irma la Douce (Irma la Douce)
- 1964: Küss mich, Dummkopf (Kiss Me, Stupid)
- 1965: Vierzig Wagen westwärts (The Hallelujah Trail)
- 1966: Der Glückspilz (The Fortune Cookie)
- 1967: Rat mal, wer zum Essen kommt (Guess Who’s Coming to Dinner)
- 1967: Wie man Erfolg hat, ohne sich besonders anzustrengen (How to Succeed in Business Without Really Trying)
- 1968: Der Partyschreck (The Party)
- 1969: Gaily, Gaily
- 1971: Der Omega-Mann (The Omega Man)
- 1971: Sadistico (Play Misty for Me)
- 1974: Extrablatt (The Front Page)
- 1976: Schlacht um Midway (Midway)

## Auszeichnungen
- 1970: Oscar-Nominierung in der Kategorie Bester Ton für Gaily, Gaily